# J.League Cup 2016
Der J.League Cup 2016, offiziell aufgrund eines Sponsorenvertrages mit dem Gebäckhersteller Yamazaki Biscuits auch zunächst 2016 J. League Yamazaki Nabisco Cup und aufgrund der Umbenennung des Sponsors nach einer Marke desselben 2016 J. League YBC Levain Cup genannt, war die 24. Ausgabe des J.League Cups, dem höchsten Fußball-Ligapokal-Wettbewerb in Japan. Er begann am 23. März 2016 mit den ersten Gruppenspielen und endete am 15. Oktober 2016 mit dem Finale im Saitama Stadium 2002.
Das Finale bestritten Urawa Red Diamonds und Gamba Osaka, hierbei konnten sich die Reds mit 5:4 nach Elfmeterschießen durchsetzen. Für Urawa war es der insgesamt zweite Erfolg in diesem Wettbewerb, zuletzt gewann die Mannschaft den Titel in der Saison 2003.

## Format
Alle Mannschaften der J1 League 2016 nahmen am Wettbewerb teil. Sanfrecce Hiroshima, Gamba Osaka, Urawa Red Diamonds und der FC Tokyo griffen aufgrund ihrer Qualifikation für die AFC Champions League 2016 erst im Viertelfinale des Wettbewerbs ein. Die übrigen 14 Vereine wurden in zwei Gruppen zu je sieben Mannschaften eingeteilt, von denen sich jeweils die besten zwei Teams jeder Gruppe für das Viertelfinale qualifizierten.

## Spieler
Quelle:
| Verein              | Spieler |
| ------------------- | --- |
| Vegalta Sendai      | Yūji Rokutan (1/0), Hirofumi Watanabe (3/0), Kōji Hachisuka (5/0), Naoki Ishikawa (2/0), Kim Min-tae (3/1), Hiroaki Okuno (6/0), Takuya Nozawa (4/0), Wilson (3/0), Ryang Yong-gi (1/0), Hidetaka Kanazono (1/0), Yasuhiro Hiraoka (5/0), Jun Kanakubo (2/0), Shingo Tomita (2/1), Hirotaka Mita (5/0), Kyōhei Sugiura (3/0), Ramon Lopes (5/1), Kentarō Seki (4/0), Kei Ishikawa (1/0), Hiroshi Futami (3/0), Yūto Sashinami (3/0), Naoki Sugai (3/0), Keita Fujimura (5/0), Kazuki Ōiwa (5/0), Kōki Mizuno (4/0), Takuma Nishimura (2/0), Shunsuke Motegi (1/0), Masaya Kojima (1/0), Kōdai Enomoto (1/1)                     |
| Kashima Antlers     | Masatoshi Kushibiki (3/0), Gen Shōji (2/1), Takeshi Aoki (4/0), Ryōta Nagaki (3/1), Caio (5/1), Shōma Doi (5/1), Dinei (3/0), Gaku Shibasaki (4/0), Atsutaka Nakamura (3/0), Hwang Seok-ho (1/0), Shūto Yamamoto (4/2), Bueno (1/0), Shūhei Akasaki (4/0), Kento Misao (3/0), Hitoshi Sogahata (2/0), Daigo Nishi (6/0), Naomichi Ueda (2/0), Yukitoshi Itō (3/0), Yasushi Endō (3/1), Kazune Kubota (1/0), Kōki Machida (2/0), Shin’ichirō Kawamata (1/0), Hisashi Ōhashi (1/0), Tarō Sugimoto (2/1), Yūma Suzuki (6/0), Taiki Hirato (2/0), Toshiya Tanaka (1/0), Yūki Kakita (2/0), Yūta Koike (1/0), Mitsuo Ogasawara (4/0) |
| Urawa Reds          | Shūsaku Nishikawa (1/0), Ken’ichi Kaga (2/0), Tomoya Ugajin (4/0), Daisuke Nasu (4/0), Tomoaki Makino (1/0), Wataru Endō (3/0), Tsukasa Umesaki (1/0), Yūki Mutō (5/1), Yōsuke Kashiwagi (1/0), Naoki Ishihara (1/0), Toshiyuki Takagi (5/4), Tadaaki Hirakawa (1/0), Kōki Ōtani (4/0), Takuya Aoki (4/0), Yoshiaki Komai (4/0), Tadanari Lee (5/2), Zlatan (5/1), Yūki Abe (4/1), Takahiro Sekine (5/0), Shinzō Kōroki (5/3), Ryōta Moriwaki (5/0) |
| Omiya Ardija        | Nobuhiro Katō (2/0), Kōsuke Kikuchi (3/0), Hiroyuki Kōmoto (4/0), Kōhei Yamakoshi (6/0), Keigo Numata (3/0), Ataru Esaka (8/2), Dragan Mrdja (3/0), Nejc Pecnik (6/2), Yūzō Iwakami (5/0), Daisuke Watabe (4/0), Shintarō Shimizu (3/0), Keisuke Ōyama (6/1), Mateus (8/1), Shigeru Yokotani (4/0), Tomonobu Yokoyama (4/0), Ryō Okui (4/0), Tsubasa Ōya (7/0), Hitoshi Shiota (5/0), Takuya Wada (6/0), Shin Kanazawa (3/0), Kazuma Takayama (4/0), Masato Kojima (2/0), Shunsuke Fukuda (1/0), Kento Kawata (1/0), Jin Izumisawa (7/0), Akihiro Ienaga (2/1), Ken’ya Matsui (1/0)                                             |
| Kashiwa Reysol      | Kazushige Kirihata (5/0), Jirō Kamata (4/0), Shinnosuke Nakatani (3/0), Tatsuya Masushima (3/2), Ryōsuke Yamanaka (1/0), Hidekazu Ōtani (4/0), Akimi Barada (4/0), Jun’ya Tanaka (4/1), Yūki Ōtsu (4/0), Diego Oliveira (3/2), Jun’ya Itō (6/0), Kōsuke Taketomi (6/1), Hiroki Akino (2/0), Ederson (5/1), Hiroto Nakagawa (5/1), Masato Yuzawa (3/0), Naoki Wako (5/1), Kōsuke Nakamura (1/0), Yūsuke Kobayashi (4/0), Tetsurō Ōta (5/0), Tomoki Imai (1/0), Ryōichi Kurisawa (2/0), Yūta Nakayama (4/0) |
| FC Tokyo            | Yūhei Tokunaga (2/0), Hideto Takahashi (4/1), Sei Muroya (4/0), Sōta Hirayama (2/0), Yōhei Kajiyama (2/0), Muriqui (1/0), Nathan Burns (2/0), Hiroki Kawano (4/0), Ryōichi Maeda (3/0), Naotake Hanyū (2/0), Ryōya Ogawa (2/0), Sōtan Tanabe (4/1), Kazunori Yoshimoto (4/0), Yu In-soo (1/0), Hideyuki Nozawa (1/0), Kento Hashimoto (4/0), Keigo Higashi (4/1), Shōya Nakajima (4/2), Yōta Akimoto (4/0), Kōta Mizunuma (2/0) |
| Kawasaki Frontale   | Jung Sung-ryong (2/0), Kyōhei Noborizato (2/0), Tatsuki Nara (2/0), Yūsuke Igawa (3/0), Shōgo Taniguchi (6/2), Yūsuke Tasaka (5/0), Kōji Hashimoto (5/1), Takanobu Komiyama (1/0), Takayuki Morimoto (2/0), Yū Kobayashi (2/0), Kengo Nakamura (2/0), Riki Harakawa (2/0), Tatsuya Hasegawa (4/0), Yūto Takeoka (4/0), Elsinho (2/0), Kentarō Moriya (4/0), Shintarō Kurumaya (5/0), Eduardo Neto (5/1), Yoshihiro Nakano (4/0), Eduardo (5/0), Shunsuke Andō (1/0), Kenta Kanō (4/2), Kōji Miyoshi (6/0), Shōhei Ōtsuka (2/2), Kō Itakura (1/0), Shōta Arai (3/0)                                                              |
| Yokohama F. Marinos | Tetsuya Enomoto (10/0), Park Jeong-su (9/0), Yūzō Kurihara (9/0), Fabio (3/0), Yūta Mikado (3/0), Shingō Hyōdō (8/1), Kōsuke Nakamachi (4/0), Kayke (5/1), Shunsuke Nakamura (1/1), Manabu Saitō (4/1), Yūzō Kobayashi (6/0), Masashi Wada (3/0), Ikki Arai (7/0), Shō Itō (8/3), Cayman Togashi (3/1), Keita Endō (5/0), Teruhito Nakagawa (5/1), Martinus (6/0), Yūji Nakazawa (6/0), Takumi Shimohira (1/0), Takashi Kanai (7/1), Naoki Maeda (7/0), Kensei Nakashima (3/0), Takuya Kida (4/0), Jun Amano (8/0), Ryō Takano (3/0)                                                                                            |
| Shonan Bellmare     | Tomohiko Murayama (3/0), Ryōhei Okazaki (1/0), Andre Bahia (2/0), Paulinho (2/0), Yūto Misao (2/0), Yōhei Ōtake (5/0), Naoki Yamada (2/0), Quirino (2/0), Daisuke Kikuchi (5/0), Yoshihito Fujita (4/0), Miki Yamane (2/0), Seiya Fujita (2/0), Ariajasuru Hasegawa (2/1), Toshiki Ishikawa (2/0), Jin Hanato (2/1), Eijirō Takeda (3/0), Shūhei Ōtsuki (4/1), Keisuke Tsuboi (4/0), Hokuto Shimoda (4/0), Kaoru Takayama (5/0), Yūta Narawa (5/0), Tando Velaphi (3/0), Yūta Kamiya (4/0), Tsuyoshi Shimamura (1/1), Mitsuki Saitō (5/0), Shōta Tamura (1/0), Takuya Okamoto (6/0), Hirokazu Ishihara (1/0)                    |
| Ventforet Kofu      | Kensuke Fukuda (4/0), Hiroto Hatao (6/0), Hideomi Yamamoto (1/0), Ryō Shinzato (5/0), Ryōhei Arai (4/0), Nilson (3/1), Cristiano (4/0), Chuka (3/0), Akito Kawamoto (4/1), Yūsuke Tanaka (4/0), Takamitsu Yoshino (3/0), Masaru Matsuhashi (3/0), Takuma Tsuda (1/0), Kōhei Morita (1/0), Masato Kurogi (3/0), Hiroki Oka (1/0), Shō Inagaki (6/0), Naoya Shibamura (1/0), Kōta Mori (5/0), Shun Kumagai (2/0), Billy Celeski (4/1), Yūki Hashizume (3/0), Masaki Watanabe (5/0), Kazunari Hosaka (1/0), Kōsuke Okanishi (5/0), Yukio Tsuchiya (1/0)                                                                            |
| Albirex Niigata     | Kazunari Ōno (6/0), Shigeto Masuda (4/0), Michael James (1/0), Takanori Maeno (2/0), Yūki Kobayashi (5/0), Cortez (5/0), Leo Silva (4/1), Ryōhei Yamazaki (4/1), Rafael Silva (2/0), Hiroshi Ibusuki (1/1), Masaru Katō (5/0), Tatsuya Tanaka (3/0), Shū Hiramatsu (4/0), Yūta Itō (4/1), Shō Naruoka (4/0), Musashi Suzuki (1/1), Tatsuya Morita (1/0), Gorō Kawanami (5/0), Noriyoshi Sakai (3/0), Ryōma Nishimura (1/0), Kei Koizumi (4/0), Gō Hayama (3/0), Ken Matsubara (1/0), Fumiya Hayakawa (2/0), Kiwara Miyazaki (1/0), Takumi Hasegawa (1/0), Kalil (1/0), Gakuto Notsuda (1/0), Kazuki Kozuka (5/1)                |
| Júbilo Iwata        | Naoki Hatta (4/0), Taisuke Nakamura (4/0), Kentarō Ōi (2/0), Yūki Kobayashi (1/0), Nagisa Sakurauchi (2/0), Kōta Ueda (5/0), Jay (2/1), Yoshiaki Ōta (1/0), Takuya Matsuura (5/0), Tomohiko Miyazaki (1/0), Kazumichi Takagi (3/0), Adailton (1/0), Kazuki Saitō (6/1), Takafumi Shimizu (4/0), Kōki Ogawa (2/0), Ryū Okada (2/0), Yasuhito Morishima (3/0), Daisuke Matsui (3/1), Kōsuke Yamamoto (3/0), Daiki Ogawa (4/0), Takuma Ōminami (1/0), Daigo Araki (2/0), Ryōma Ishida (5/0), Rikiya Uehara (2/0), Kō Shimura (2/0), Yoshiaki Fujita (6/1), Yuki Nakamura (2/0), Hayao Kawabe (5/0), Papadopoulos (1/0)             |
| Nagoya Grampus      | Seigō Narazaki (3/0), Akira Takeuchi (5/1), Ohman (4/0), Shun Ōbu (5/0), Shōta Kobayashi (5/0), Taishi Taguchi (3/0), Simovic (2/0), Yoshizumi Ogawa (6/0), Kensuke Nagai (3/0), Ryōta Isomura (3/0), Lee Seung-hee (2/0), Yōhei Takeda (2/0), Tomokazu Myōjin (3/0), Ryūnosuke Noda (2/1), Kishō Yano (3/0), Asahi Yada (5/0), Kōji Nishimura (1/0), Tomoya Koyamatsu (4/1), Ryō Takahashi (3/0), Yūto Mori (2/0), Kōki Sugimori (3/0), Kōta Ogi (1/0), Ryūji Izumi (2/0), Kengo Kawamata (6/1), Michihiro Yasuda (4/0), Gustavo (2/0)                                                                                         |
| Gamba Osaka         | Masaaki Higashiguchi (1/0), Hiroki Fujiharu (5/0), Daiki Niwa (5/1), Kim Jung-ya (5/0), Yasuhito Endō (3/1), Keisuke Iwashita (1/0), Ademilson (4/3), Shū Kurata (5/0), Hiroyuki Abe (2/1), Kōki Yonekura (5/0), Yasuyuki Konno (3/0), Yōsuke Fujigaya (4/0), Kōtarō Ōmori (5/0), Shun Nagasawa (4/2), Yōsuke Ideguchi (5/0), Hiroto Goya (4/1), Jungo Fujimoto (5/0), Tatsuya Uchida (1/0), Patric (2/0) |
| Vissel Kobe         | Yūdai Tanaka (3/1), Takahito Sōma (5/1), Kunie Kitamoto (3/0), Takuya Iwanami (3/0), Shunki Takahashi (6/1), Pedro Junior (5/3), Shōhei Takahashi (6/0), Daisuke Ishizu (6/1), Nilton (2/0), Leandro (5/2), Keijirō Ogawa (2/0), Naoyuki Fujita (6/1), Seigō Kobayashi (5/1), Hideo Tanaka (3/0), Kim Seung-gyu (2/0), Kazuma Watanabe (7/3), Asahi Masuyama (3/0), Yoshiki Matsushita (3/0), Masatoshi Mihara (6/0), Jun’ya Higashi (3/0), Ryō Matsumura (4/0), Yōsuke Tashiro (1/0), Kenta Tokushige (6/0), Yūya Nakasaka (5/2), Ryōsuke Maeda (2/0), Taisuke Muramatsu (3/0), Masahiko Inoha (6/0)                           |
| Sanfrecce Hiroshima | Takuto Hayashi (2/0), Yūki Nogami (2/1), Hiroki Mizumoto (2/0), Kazuhiko Chiba (2/0), Toshihiro Aoyama (2/0), Kōji Morisaki (2/1), Kazuyuki Morisaki (1/0), Peter Utaka (2/0), Hisato Satō (2/0), Mikic (1/0), Kōhei Shimizu (2/0), Yoshifumi Kashiwa (2/0), Yūsuke Minagawa (1/1), Yūsuke Chajima (1/0), Takuya Marutani (2/0), Kōsei Shibasaki (2/1) |
| Avispa Fukuoka      | Ryūichi Kamiyama (4/0), Mizuki Hamada (5/0), Takumi Abe (3/0), Yūki Sanetō (3/0), Danilson (3/0), Takeshi Kanamori (5/2), Shūto Nakahara (2/0), Takayuki Nakahara (2/0), Hisashi Jōgo (8/2), Daisuke Sakata (5/0), Hirotaka Tameda (7/0), Shōki Hirai (5/3), Toshiya Sueyoshi (4/0), Yūta Mishima (3/1), Wellington (2/1), Masashi Kamekawa (4/0), Shunsuke Tsutsumi (3/0), Kim Hyun-hun (7/0), Takehiro Tomiyasu (5/0), Hokuto Nakamura (4/0), Lee Bum-young (4/0), Yū Tamura (6/1), Takahiro Kunimoto (6/0), Kenta Furube (3/0), Kōki Shimosaka (4/0), Jun Suzuki (5/0)                                                       |
| Sagan Tosu          | Taku Akahoshi (3/0), Hiromu Mitsumaru (3/0), Keita Isozaki (1/0), Kim Min-hyeok (3/0), Tomotaka Okamoto (3/0), Masato Fujita (4/0), Baek Sung-dong (5/1), Kim Min-woo (3/0), Yōhei Toyoda (5/1), Tatsuya Sakai (1/0), Yoshiki Takahashi (3/0), Ryūhei Niwa (2/0), Choi Sung-keun (6/0), Takamitsu Tomiyama (5/1), Jumpei Kusukami (3/0), Kei Ikeda (5/1), Yutaka Yoshida (2/0), Daichi Kamada (3/0), Ryōta Hayasaka (3/0), Hiroyuki Taniguchi (5/0), Akito Fukuta (4/0), Akihiro Hayashi (3/0), Naoya Kikuchi (4/0), Shōhei Okada (3/0)                                                                                         |

## Gruppenphase
In der Gruppenphase spielte jedes Team einmal gegen alle anderen Teams seiner Gruppe, drei Spiele davon wurden zuhause, die anderen drei auswärts ausgetragen. Für einen Sieg gab es drei Punkte, für ein Unentschieden einen Punkt. Bei Punktgleichheit am Ende der Gruppenphase zählte zunächst das Torverhältnis und die geschossenen Tore, danach entschieden (in dieser Reihenfolge) der direkte Vergleich, die Fair-Play-Wertung und das Los.

### Gruppe A

#### Tabelle
| Pl. | Verein          | Sp. | S | U | N | Tore    | Diff. | Punkte |
| --- | --------------- | --- | - | - | - | ------- | ----- | ------ |
| 1.  | Vissel Kōbe     | 6   | 5 | 1 | 0 | 015:300 | +12   | 16     |
| 2.  | Ōmiya Ardija    | 6   | 4 | 2 | 0 | 005:100 | +4    | 14     |
| 3.  | Ventforet Kofu  | 6   | 2 | 2 | 2 | 003:400 | −1    | 08     |
| 4.  | Shonan Bellmare | 6   | 2 | 1 | 3 | 004:600 | −2    | 07     |
| 5.  | Júbilo Iwata    | 6   | 1 | 2 | 3 | 004:700 | −3    | 05     |
| 6.  | Kashima Antlers | 6   | 1 | 1 | 4 | 008:120 | −4    | 04     |
| 7.  | Nagoya Grampus  | 6   | 1 | 1 | 4 | 004:100 | −6    | 04     |

#### Kreuztabelle
|                 | VIS | OMI | VEN | SHO | JUB | KSM | NAG |
| Vissel Kōbe     |     | 1:1 |     |     |     | 4:1 | 4:0 |
| Ōmiya Ardija    |     |     |     |     | 1:0 | 1:0 | 1:0 |
| Ventforet Kofu  | 0:2 | 0:0 |     | 1:0 |     |     |     |
| Shonan Bellmare | 0:2 | 0:1 |     |     | 0:0 |     |     |
| Júbilo Iwata    | 1:2 |     | 1:0 |     |     |     | 1:3 |
| Kashima Antlers |     |     | 1:2 | 2:3 | 1:1 |     |     |
| Nagoya Grampus  |     |     | 0:0 | 0:1 |     | 1:3 |     |

### Gruppe B

#### Tabelle
| Pl. | Verein              | Sp. | S | U | N | Tore    | Diff. | Punkte |
| --- | ------------------- | --- | - | - | - | ------- | ----- | ------ |
| 1.  | Yokohama F. Marinos | 6   | 3 | 2 | 1 | 007:500 | +2    | 11     |
| 2.  | Avispa Fukuoka      | 6   | 2 | 3 | 1 | 009:700 | +2    | 09     |
| 3.  | Kawasaki Frontale   | 6   | 2 | 2 | 2 | 009:500 | +4    | 08     |
| 4.  | Kashiwa Reysol      | 6   | 2 | 2 | 2 | 009:800 | +1    | 08     |
| 5.  | Vegalta Sendai      | 6   | 2 | 2 | 2 | 004:500 | −1    | 08     |
| 6.  | Albirex Niigata     | 6   | 2 | 1 | 3 | 006:120 | −6    | 07     |
| 7.  | Sagan Tosu          | 6   | 0 | 4 | 2 | 004:600 | −2    | 04     |

#### Kreuztabelle
|                     | YFM | AVI | KAW | KSW | VEG | ALB | SAG |
| Yokohama F. Marinos |     | 2:1 |     | 1:3 |     |     | 1:0 |
| Avispa Fukuoka      |     |     |     | 2:2 |     | 4:2 | 1:1 |
| Kawasaki Frontale   | 0:0 | 0:1 |     |     | 2:1 |     |     |
| Kashiwa Reysol      |     |     | 2:1 |     | 0:1 | 1:2 |     |
| Vegalta Sendai      | 0:2 | 0:0 |     |     |     | 1:0 |     |
| Albirex Niigata     | 1:1 |     | 0:5 |     |     |     | 1:0 |
| Sagan Tosu          |     |     | 1:1 | 1:1 | 1:1 |     |     |

## K.-o.-Phase
Viertel- und Halbfinale wurden in Hin- und Rückspiel ausgetragen. Bei Torgleichheit nach Hin- und Rückspiel griff zunächst die Auswärtstorregel, sollten die auswärts erzielten Treffer ebenfalls gleich sein, erfolgte eine 30-minütige Verlängerung und, falls nötig, ein Elfmeterschießen. Das Finale war eine einzelne Partie, welche im Saitama Stadium 2002 stattfand.

### Viertelfinale
Die Hinspiele wurden am 31. August, die Rückspiele am 4. September 2016 ausgetragen. Heimmannschaften im ersten Spiel sind zuerst genannt.
|                     | Gesamt    |                     | Hinspiel | Rückspiel |
| ------------------- | --------- | ------------------- | -------- | --------- |
| Ōmiya Ardija        | (a)2:2(a) | Yokohama F. Marinos | 2:1      | 0:1       |
| Sanfrecce Hiroshima | 4:7       | Gamba Osaka         | 1:1      | 3:6       |
| Vissel Kōbe         | 1:6       | Urawa Red Diamonds  | 1:2      | 0:4       |
| FC Tokyo            | 3:1       | Avispa Fukuoka      | 1:1      | 2:0       |

### Halbfinale
Die Hinspiele wurden am 5. Oktober, die Rückspiele am 9. Oktober 2016 ausgetragen. Heimmannschaften im ersten Spiel sind zuerst genannt.
|             | Gesamt    |                     | Hinspiel | Rückspiel |
| ----------- | --------- | ------------------- | -------- | --------- |
| Gamba Osaka | (a)1:1(a) | Yokohama F. Marinos | 0:0      | 1:1       |
| FC Tokyo    | 2:5       | Urawa Red Diamonds  | 1:2      | 1:3       |

### Finale
| Paarung            | Gamba Osaka – Urawa Red Diamonds |
| Ergebnis           | 1:1 n. V. (1:1, 1:0), 4:5 i. E. |
| Datum              | 15. Oktober 2016 um 13:09 Uhr JST |
| Stadion            | Saitama Stadium 2002, Saitama, Präfektur Saitama |
| Zuschauer          | 51.248 |
| Schiedsrichter     | Ryūji Satō (Ichinomiya, Aichi) |
| Tore               | 1:0 Ademilson (17.), 1:1 Tadanari Lee (76.) Elfmeterschießen: 1:0 Jungo Fujimoto, 1:1 Yūki Abe, 2:1 Yasuyuki Konno, 2:2 Zlatan Ljubijankič, 3:2 Daiki Niwa, 3:3 Shinzō Kōroki, Hiroto Goya verschießt, 3:4 Tadanari Lee, 4:4 Yasuhito Endō, 4:5 Wataru Endō              |
| Gamba Osaka        | Masaaki Higashiguchi – Kōki Yonekura, Daiki Niwa, Kim Jung-ya, Hiroki Fujiharu – Yosuke Ideguchi, Yasuyuki Konno, Shū Kurata (88. Hiroto Goya), Kōtarō Ōmori (72. Jungo Fujimoto), Yasuhito Endō – Ademilson (66. Shun Nagasawa) Cheftrainer: Kenta Hasegawa             |
| Urawa Red Diamonds | Shūsaku Nishikawa – Ryōta Moriwaki, Wataru Endō, Tomoaki Makino – Takahiro Sekine, Yōsuke Kashiwagi, Yūki Abe, Tomoya Ugajin (36. Yoshiaki Komai), Yūki Mutō (70. Zlatan Ljubijankič), Toshiyugi Takagi (76. Tadanari Lee) – Shinzō Kōroki Cheftrainer: Michael Petrović |
| Gelbe Karten       | Yasuhito Endō, Hiroki Fujiharu, Shun Nagasawa, Masaaki Higashiguchi – Toshiyugi Takagi |